# Łukowica (gmina)
Łukowica – gmina wiejska w województwie małopolskim, w powiecie limanowskim. W latach 1975–1998 gmina położona była w województwie nowosądeckim. Siedziba gminy to Łukowica.
Według danych Ministerstwa Finansów, biorąc pod uwagę kryterium dochodu z podatków na mieszkańca za 2013 rok, z kwotą 343,59 zł, gmina Łukowica była najbiedniejszą polską gminą (najbogatszą, z kwotą wpływów 33 560,89 zł była gmina Kleszczów).
Z kolei według danych GUS za 2017, biorąc pod uwagę zarówno dochody własne – czyli m.in. wpływy z podatków i opłat oraz udziały w PIT i CIT, subwencję ogólną, dotacje celowe z budżetu państwa, a także środki unijne, gmina Łukowica z kwotą 4912,46 zł na jednego mieszkańca uplasowała się na 373. pozycji zestawienia na 2478 gmin istniejących w Polsce.
Gmina stanowi 7,32% powierzchni powiatu limanowskiego.

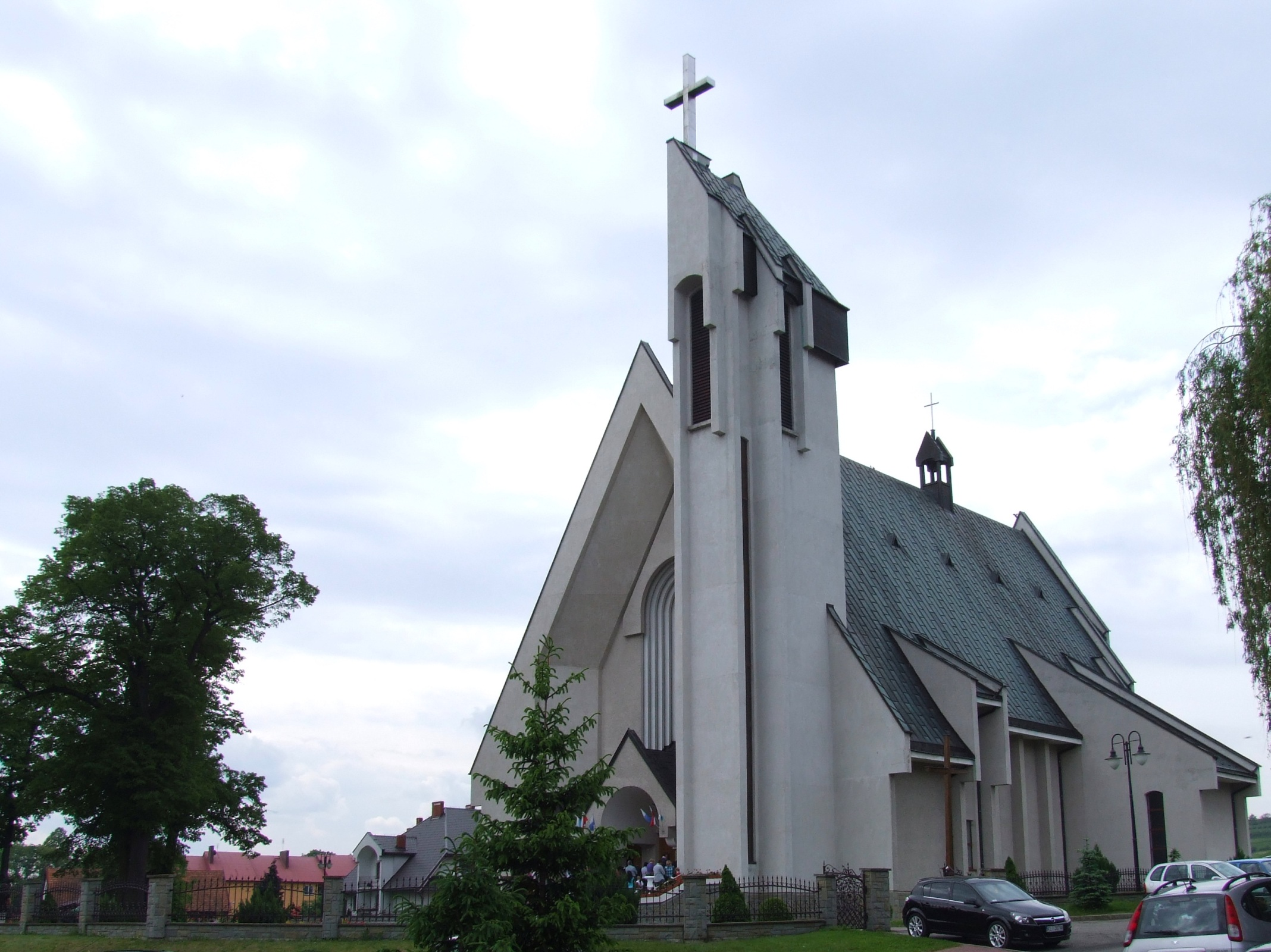
Kościół Matki Bożej Wspomożenia Wiernych w Łukowicy

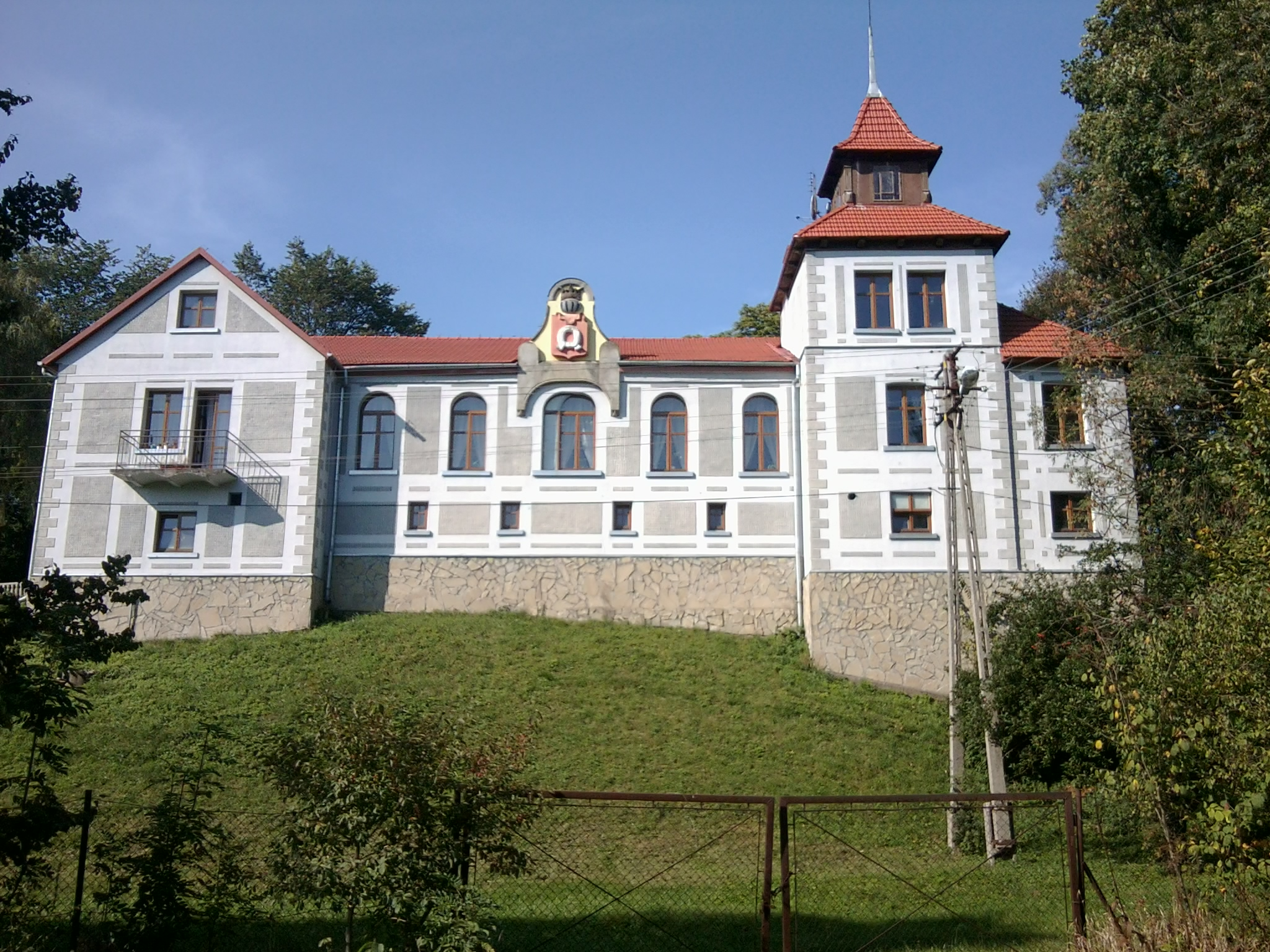
Dwór Żuk-Skarszewskich w Przyszowej

## Dane geograficzne

### Położenie

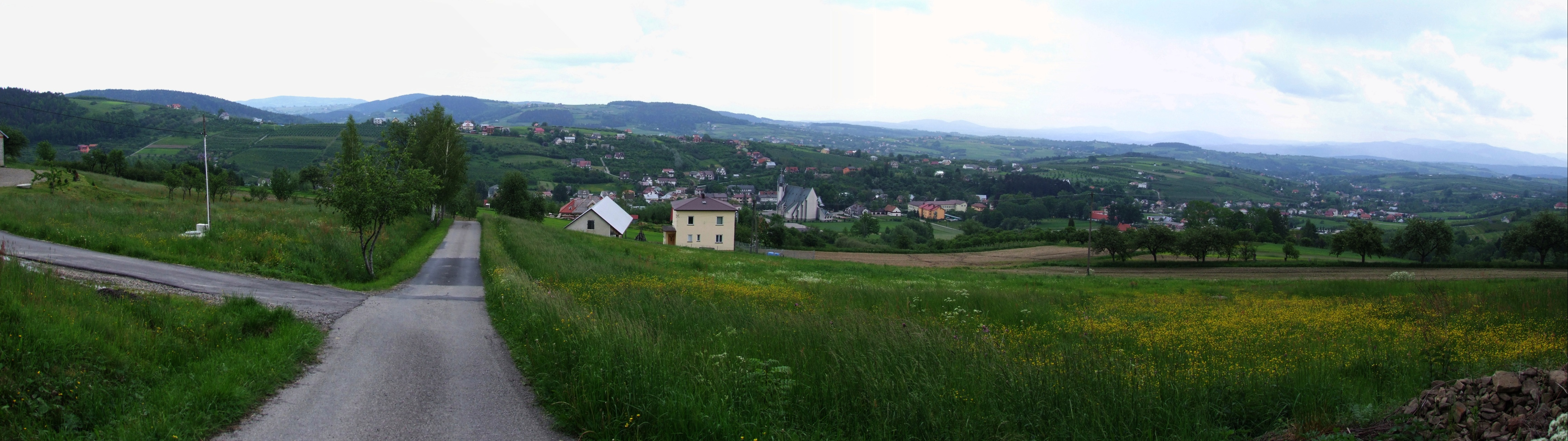
Panorama Łukowicy

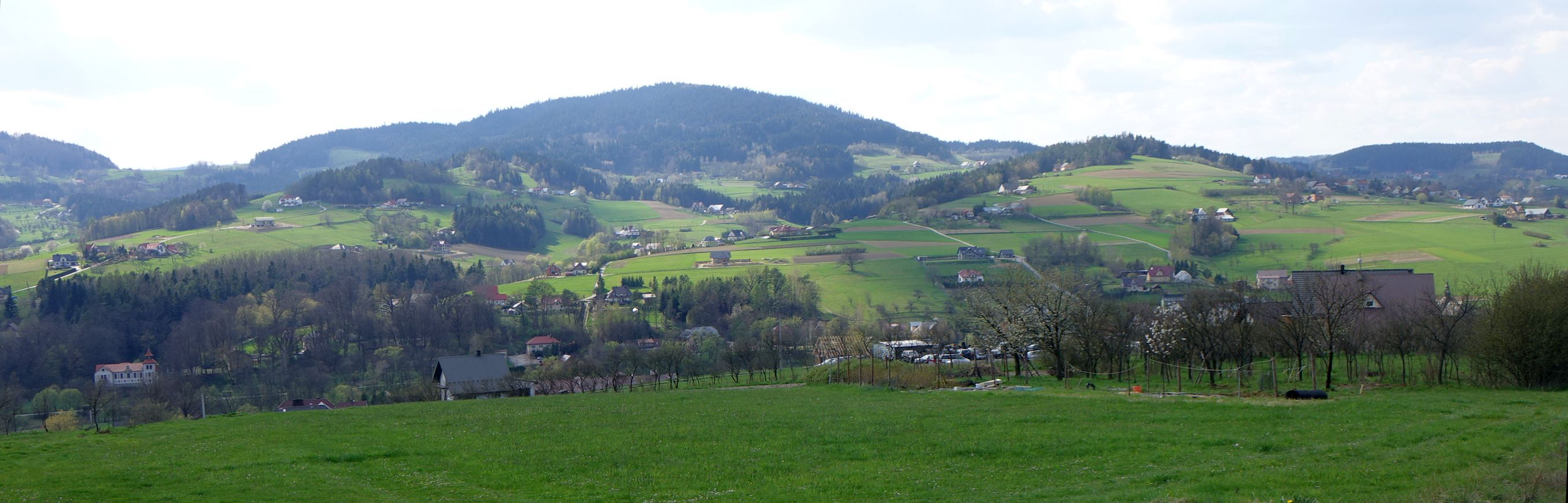
Przyszowa, widok na Pępówkę, Łyżkę i Kuklacz Przyszowski

Gmina Łukowica położona jest w południowo-wschodniej części powiatu limanowskiego, w miejscu, gdzie wzniesienia Beskidu Wyspowego przechodzą łagodnie w Kotlinę Sądecką. Największe zagęszczenie występuje w dolinach trzech głównych potoków na tym terenie: Łukowicy, Słomki i Jastrzębika.

### Struktura powierzchni
Według danych z roku 2002 gmina Łukowica ma obszar 69,71 km², w tym:

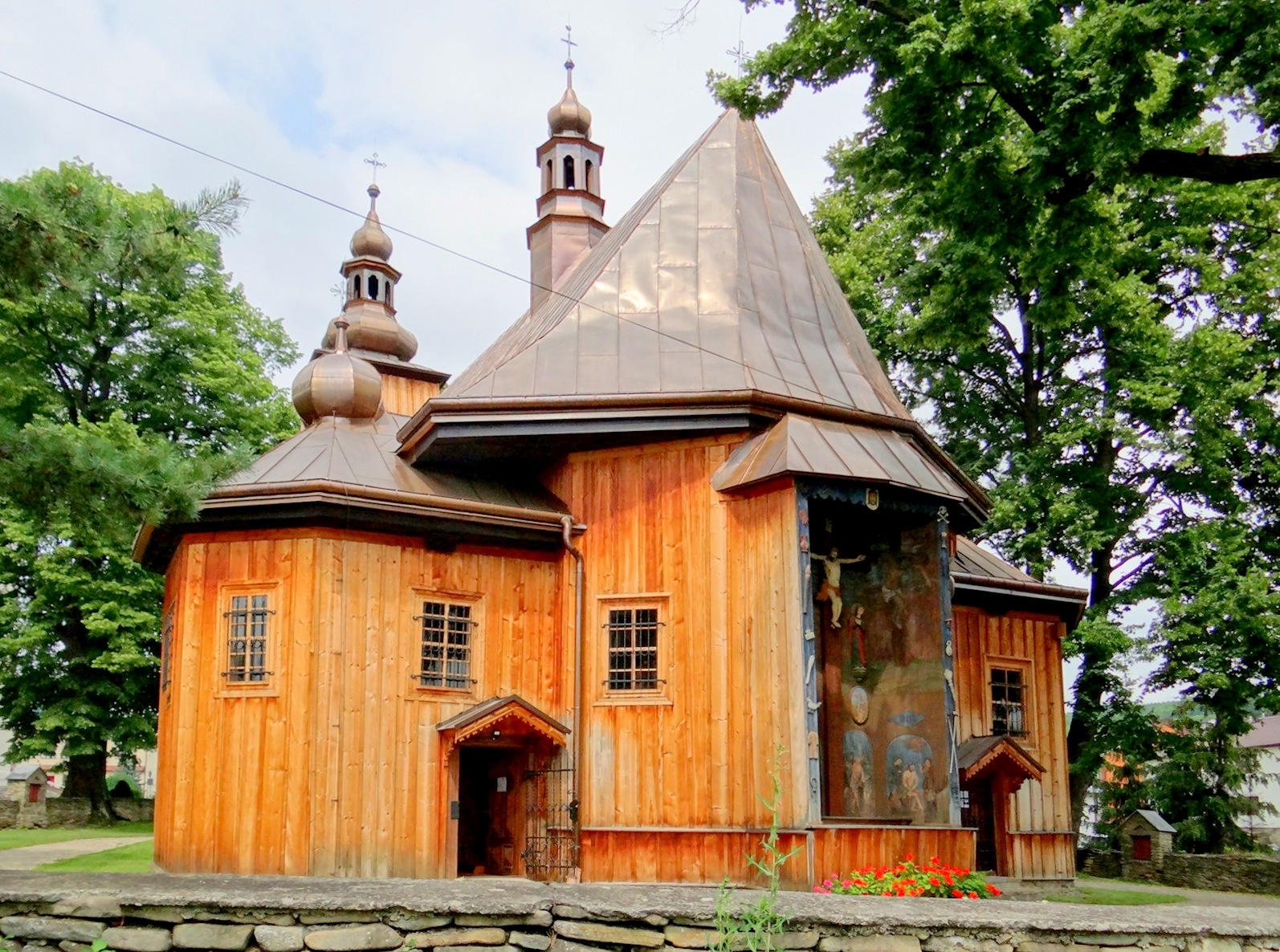
Kościół św. Andrzeja Apostoła w Łukowicy

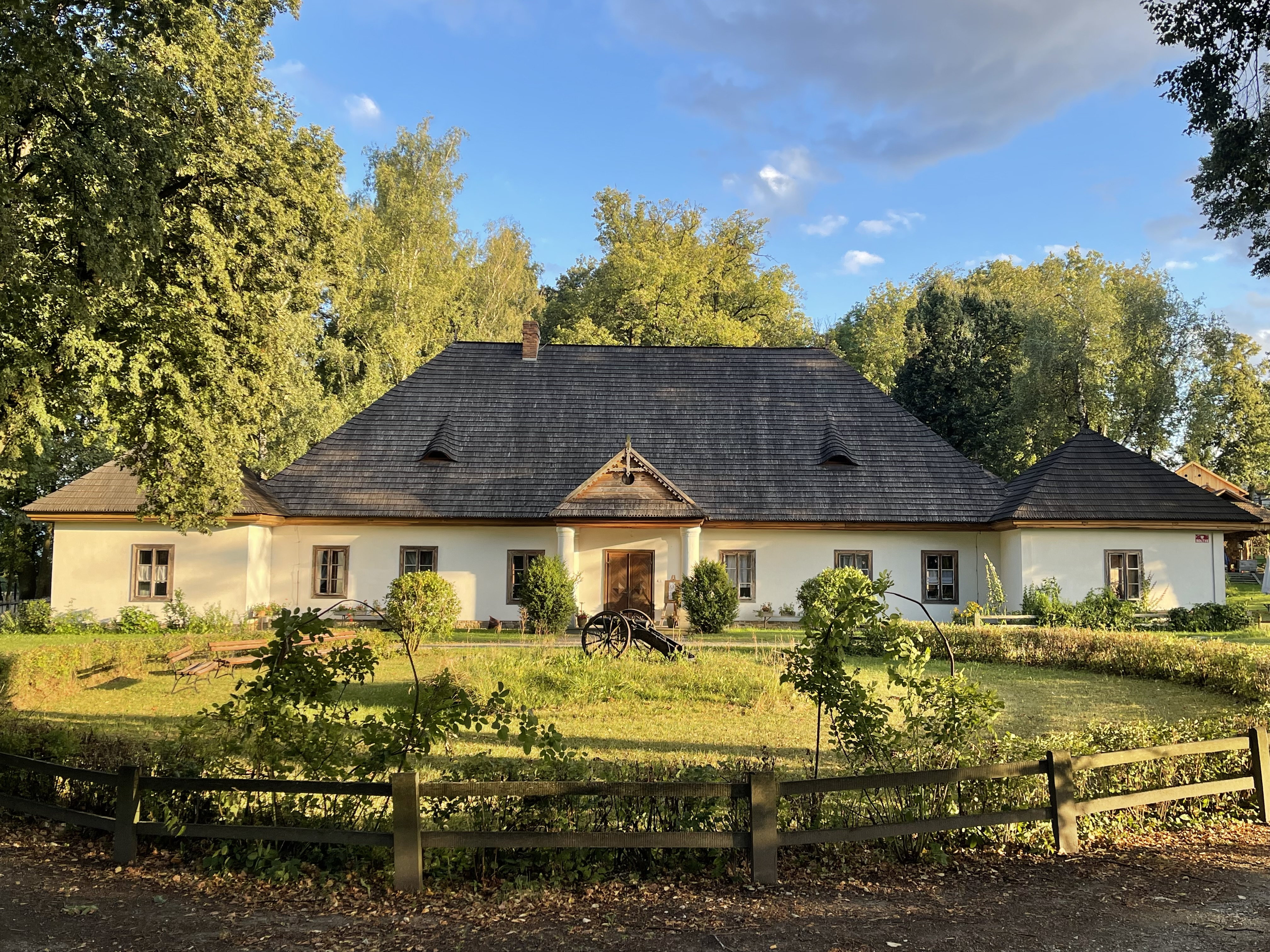
Dwór w Świdniku

- użytki rolne: 65%
- użytki leśne: 25%

## Demografia

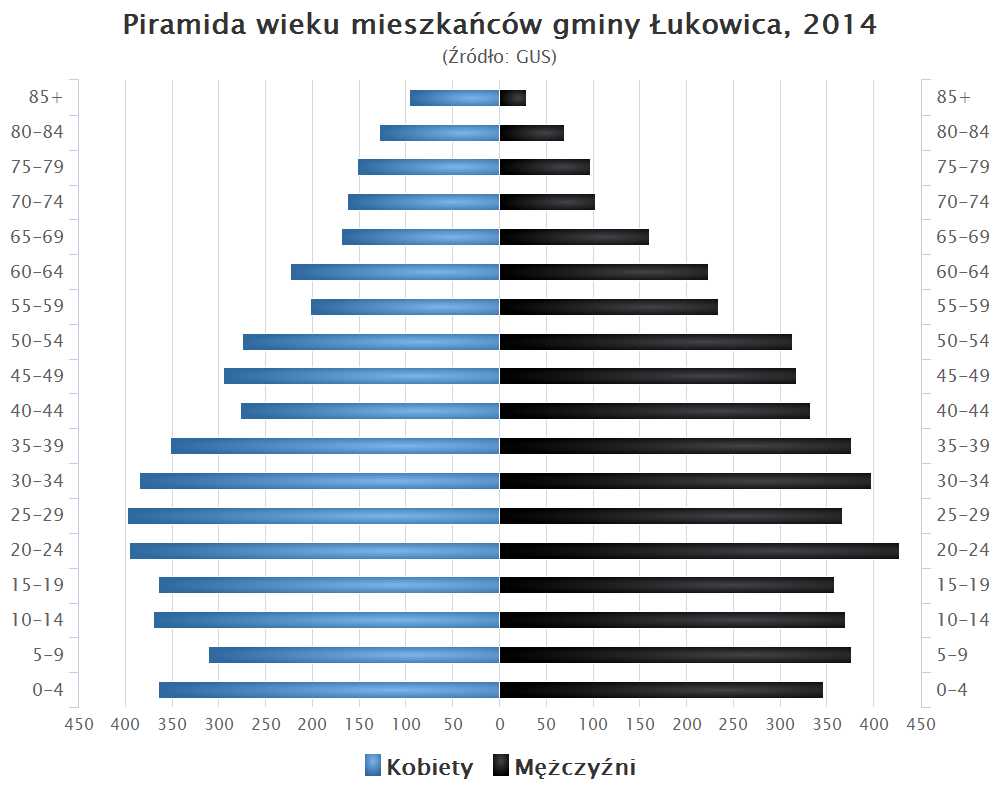
Piramida wieku mieszkańców gminy Łukowica w 2014 roku

### Klasyfikacja miejscowości według liczby mieszkańców w 2022 roku.
|    | Miejscowość  | Liczba mieszkańców (2022) | Procentowy udział w ogólnej liczbie mieszkańców gminy |
| -- | ------------ | ------------------------- | ----------------------------------------------------- |
| 1. | Przyszowa    | 2614                      | 25,45%                                                |
| 2. | Łukowica     | 2314                      | 22,53%                                                |
| 3. | Stronie      | 1142                      | 11,12%                                                |
| 4. | Młynczyska   | 1028                      | 10,01%                                                |
| 5. | Roztoka      | 845                       | 8,22%                                                 |
| 6. | Świdnik      | 749                       | 7,29%                                                 |
| 7. | Jastrzębie   | 651                       | 6,34%                                                 |
| 8. | Jadamwola    | 587                       | 5,72%                                                 |
| 9. | Owieczka     | 340                       | 3,31%                                                 |
|    | Gmina Ogółem | 10270                     | 100%                                                  |

## Zabytki gminy
Gmina posiada kilka zabytków
- Drewniany kościół pw. św. Andrzeja Apostoła w Łukowicy zbudowany w pierwszej połowie XIV w. obecny budynek zbudowany został w XVIII w.
- Dworek drewniany w Świdniku wybudowany w 1752 roku.
- Kościół murowany w Przyszowej pw. św. Mikołaja Biskupa.

## Religia

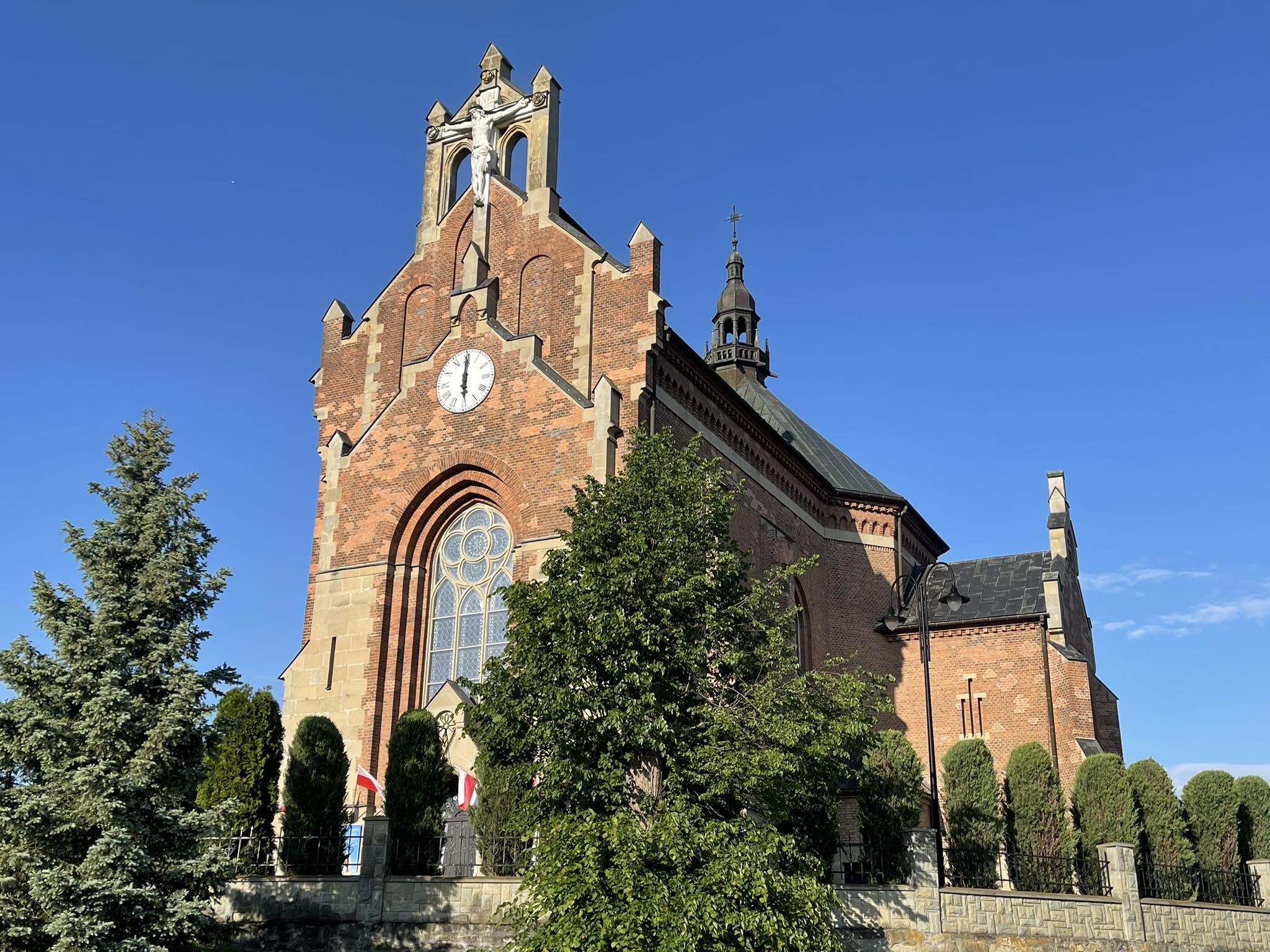
Kościół św. Mikołaja w Przyszowej

Większość mieszkańców gminy Łukowica to katolicy. Na tym terenie funkcjonują trzy parafie rzymskokatolickie:
- Parafia św. Andrzeja Apostoła w Łukowicy
- Parafia św. Stanisława Biskupa Męczennika w Młyńczyskach
- Parafia św. Mikołaja Biskupa w Przyszowej

Oprócz wyznawców religii rzymskokatolickiej, istnieje niewielka grupa Świadków Jehowy.

## Sołectwa wchodzące w skład gminy
Jadamwola, Jastrzębie, Łukowica, Młyńczyska, Owieczka, Przyszowa (sołectwa: Przyszowa I i Przyszowa II ‘Berdychów’), Roztoka, Stronie, Świdnik.

## Ochotnicze straże pożarne
Na terenie gminy działa siedem jednostek OSP. Dwie z nich tj. OSP Łukowica i OSP Przyszowa działają w strukturach Krajowego Systemu Ratowniczo Gaśniczego.
Jednostki na terenie gminy:
- Ochotnicza straż pożarna w Łukowicy
- Ochotnicza straż pożarna w Przyszowej
- Ochotnicza straż pożarna w Świdniku
- Ochotnicza straż pożarna w Stroniu
- Ochotnicza straż pożarna w Jastrzębiu
- Ochotnicza straż pożarna w Roztoce
- Ochotnicza straż pożarna w Młyńczyskach

## Edukacja
Na terenie gminy funkcjonuje 9 szkół podstawowych.
- Szkoła podstawowa w Jadamwoli
- Szkoła podstawowa w Jastrzębiu
- Szkoła podstawowa w Łukowicy
- Szkoła podstawowa w Młyńczyskach
- Szkoła podstawowa w Roztoce
- Szkoła podstawowa w Świdniku
- Szkoła podstawowa nr 1 w Przyszowej
- Szkoła podstawowa nr 2 w Przyszowej
- Szkoła podstawowa w Stroniu

## Sport
W gminie funkcjonują dwa kluby piłkarskie: Krokus Przyszowa oraz Uran Łukowica. Kluby skupiają dorosłych i młodzież w drużynach seniorskich i młodzieżowych. Działa także w gminie sekcja szachowa odnosząca sukcesy na szczeblu gminnym, powiatowym i wojewódzkim.

### Obiekty sportowe istniejące na terenie gminy
- 9 sal gimnastycznych
- 4 boiska ze sztuczną nawierzchnią typu orlik
- 1 sezonowe lodowisko
- 1 pełnowymiarowe boisko trawiaste
- 9 wielofunkcyjnych boisk sportowych o sztucznej nawierzchni
- 9 siłowni zewnętrznych
- 1 otwartą strefę aktywności (OSA)
- 200 metrowa bieżnia o nawierzchni poliuretanowej.

## Sąsiednie gminy
Kamienica, Limanowa, Łącko, Podegrodzie

## Galeria Zdjęć

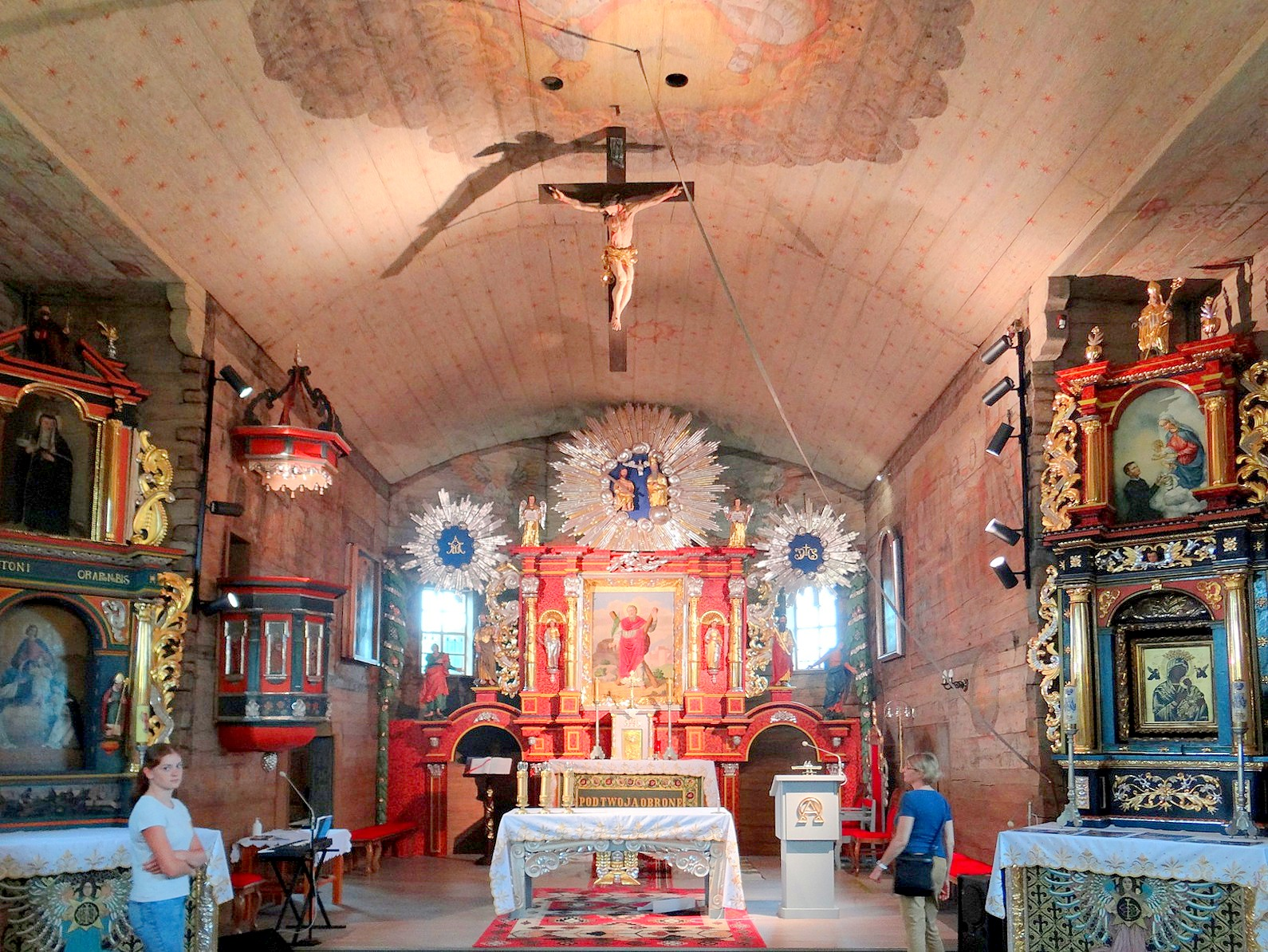
Wnętrze drewnianego Kościoła Św. Andrzeja Apostoła w Łukowicy
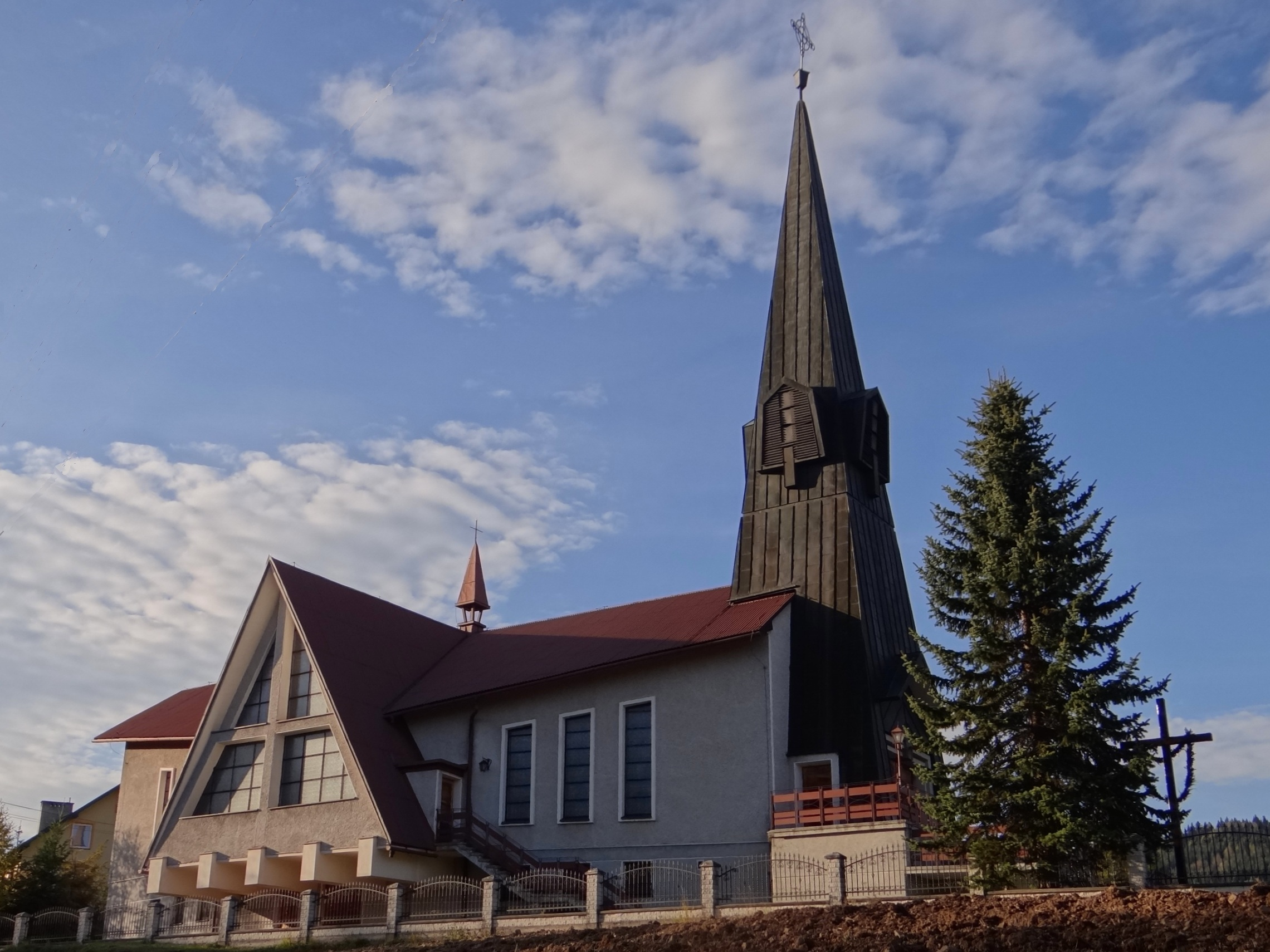
Kościół Św. Stanisława Biskupa i Męczennika w Młyńczyskach
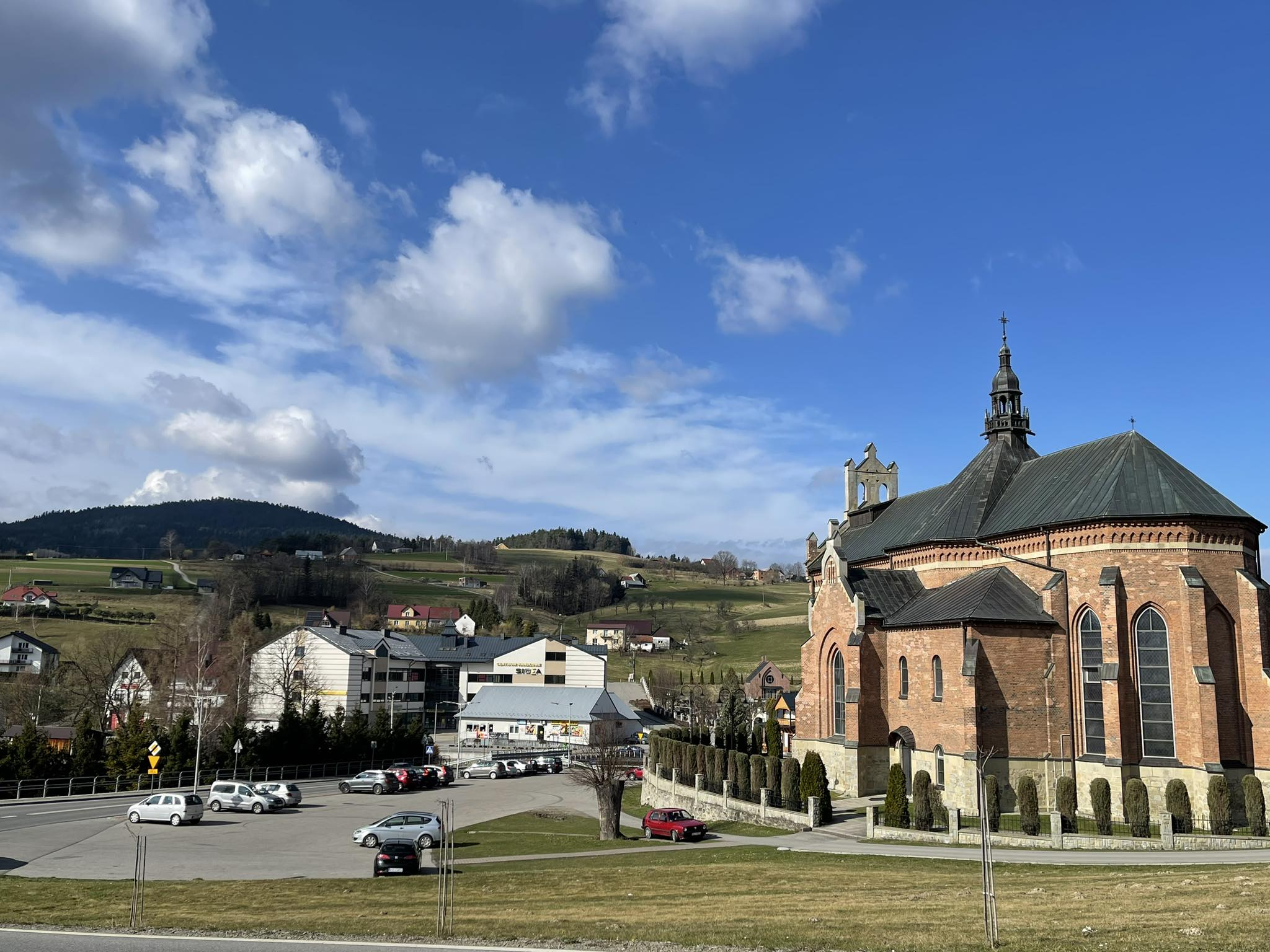
Centrum miejscowości Przyszowa
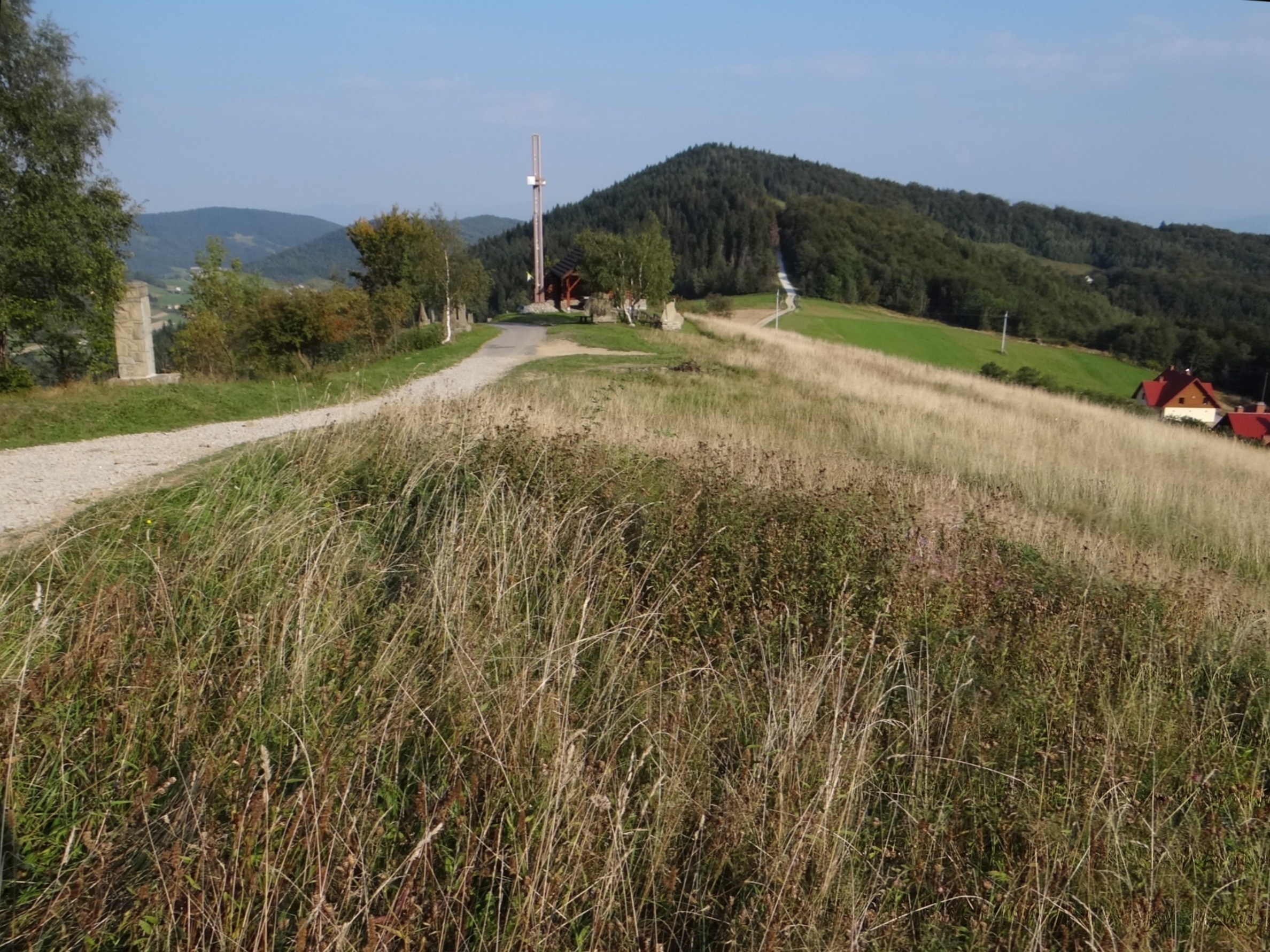
Cisowy Dział
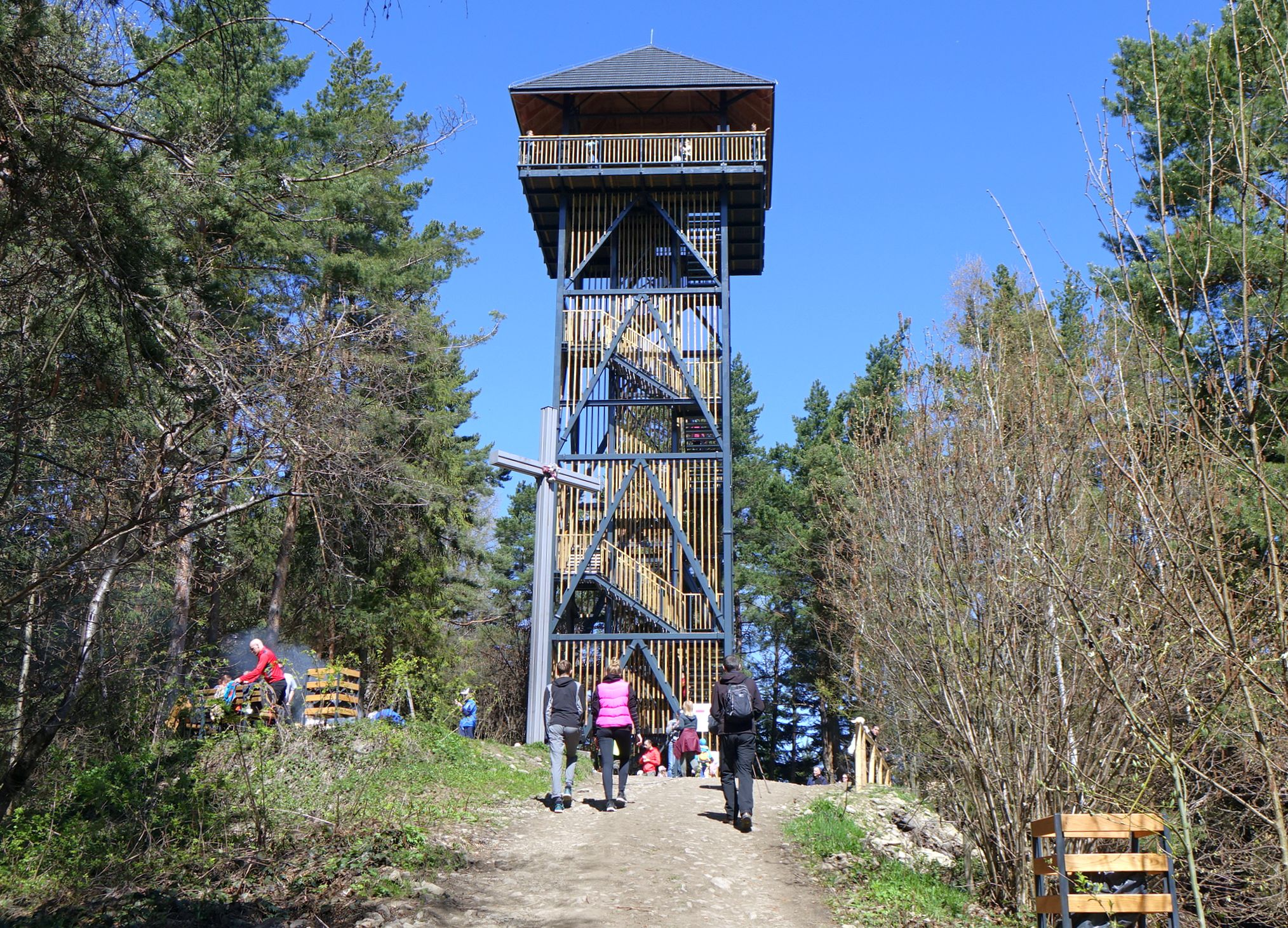
Wierza widokowa na Skiełku
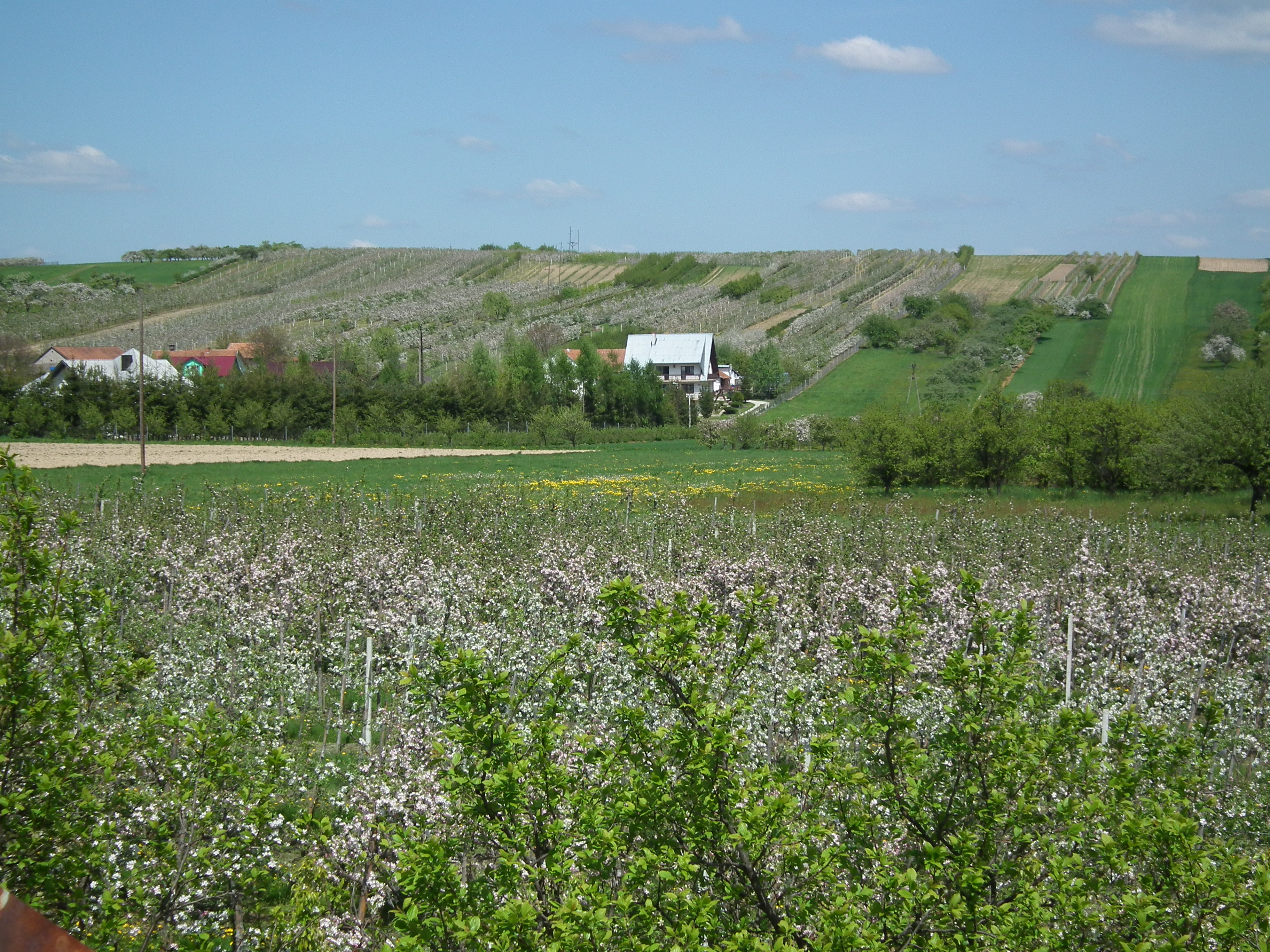
Jadamwola
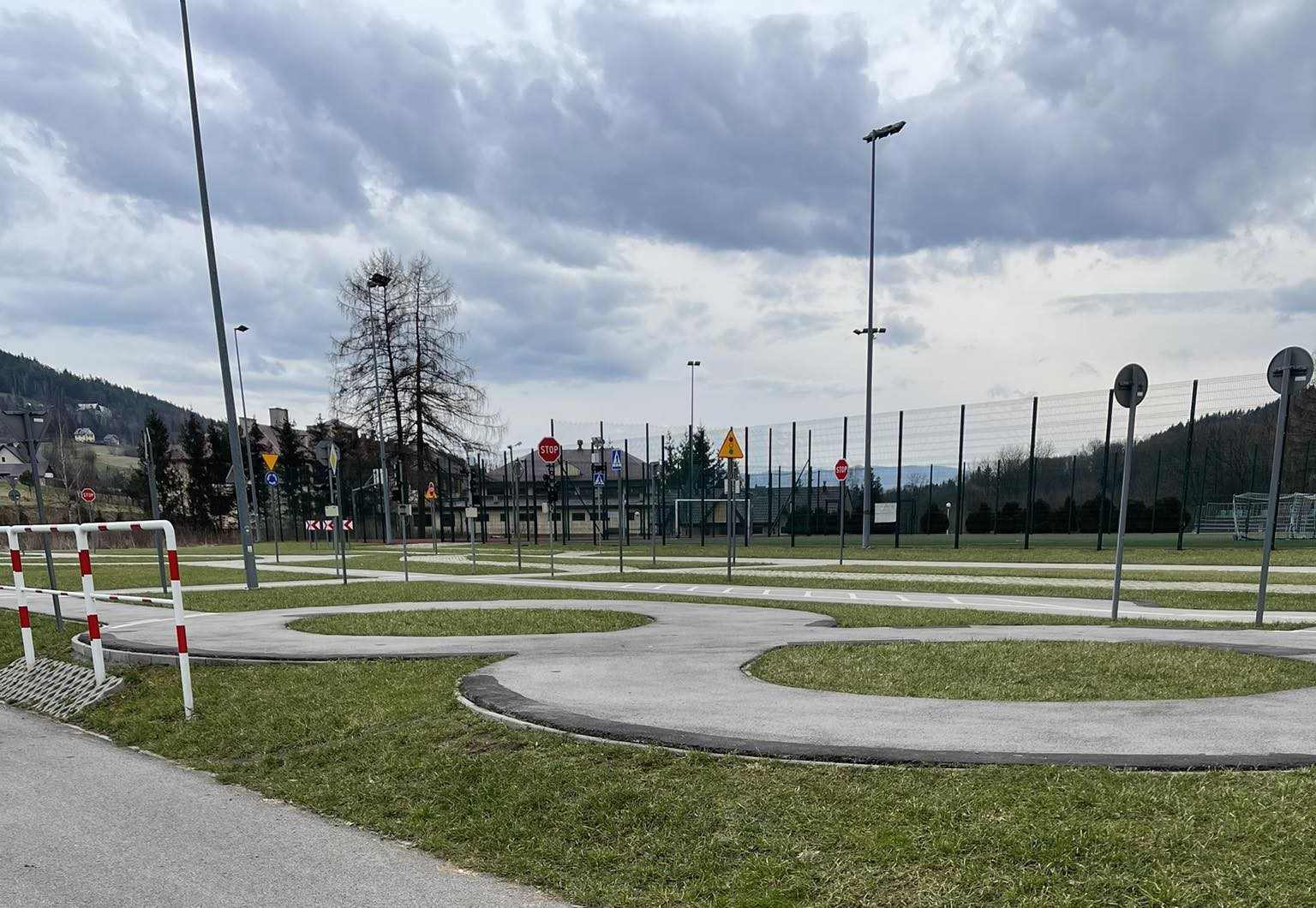
Miasteczko rowerowe w Przyszowej
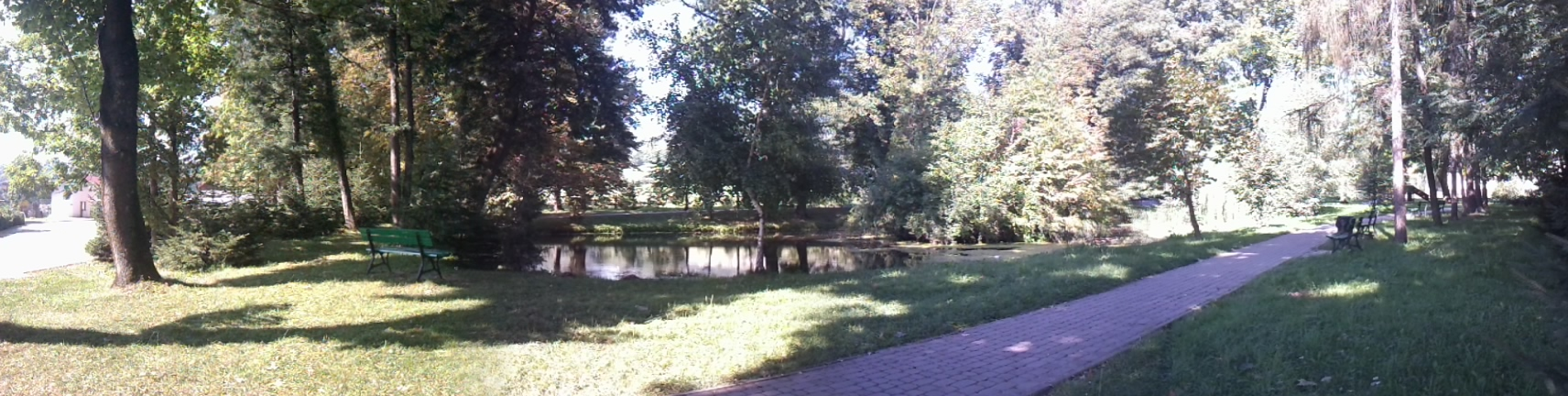
Park dworski w Łukowicy
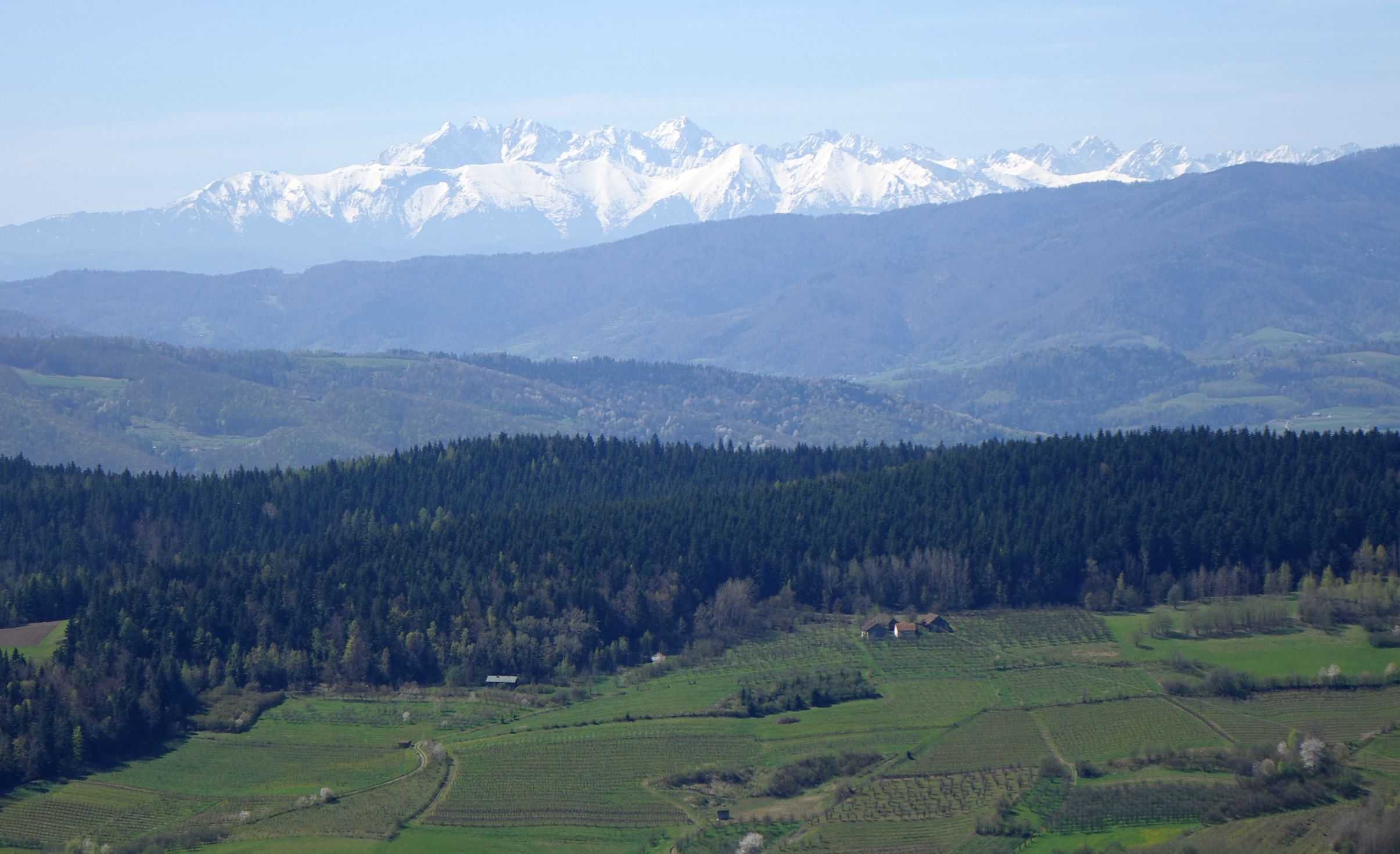
Widok na Tatry ze Skiełka
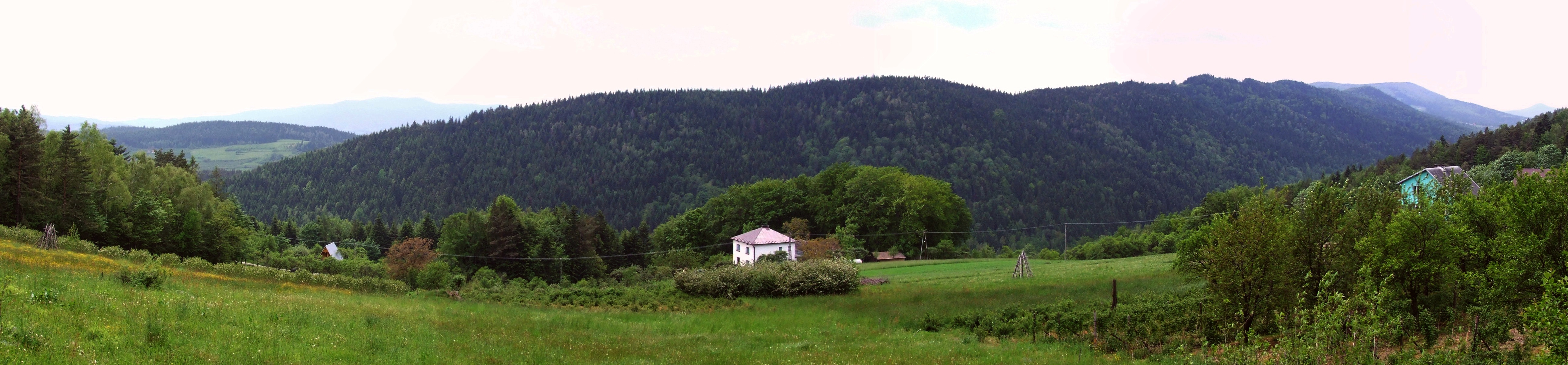
Widok na Jastrzębie